# Sheepwash (Devon)
Sheepwash – wieś i civil parish w Anglii, w Devon, w dystrykcie Torridge. W 2011 civil parish liczyła 242 mieszkańców.